# Раритан (Њу Џерзи)
Раритан (енгл. Raritan) град је у америчкој савезној држави Њу Џерзи.

## Демографија
По попису из 2010. године број становника је 6.881, што је 543 (8,6%) становника више него 2000. године.
| Група             | 2000.         | 2010.         |
| Белци             | 5.161 (81,4%) | 4.507 (65,5%) |
| Афроамериканци    | 59 (0,9%)     | 144 (2,1%)    |
| Азијати           | 518 (8,2%)    | 983 (14,3%)   |
| Хиспаноамериканци | 533 (8,4%)    | 1.128 (16,4%) |
| Укупно            | 6.338         | 6.881         |